# 中原暢子
中原 暢子（なかはら のぶこ、1929年1月5日 - 2008年7月5日）は、埼玉県出身の建築家。国際女性建築家会議日本支部初代会長。日本文化の造詣が深い。茶人であり、彫刻による仏像制作など巾広い趣味人である。

## 経歴
- 1948年 東京家政学院(旧：東京家政専門学校)卒業、労働省婦人少年局に勤務。
- 1950年 武蔵工業大学短期大学部建築学科入学。
- 1952年 武蔵工業大学短期大学部建築学科卒業。東京大学生産技術研究所の研究生となる。研究テーマは「立体最小限住居の設計」。
- 1955年 広瀬鎌二建築研究所に勤務。
- 1957年 一級建築士資格を取得。
- 1958年 林雅子、山田初江と共に「林・山田・中原設計同人」建築設計事務所設立。
- 1985年 東京家政学院大学住居学科教授を務める。1999年退職
- 2008年7月5日逝去 79歳

## 作品
「木村別邸」「Kビル」